# Vrijeme (Parni valjak)
Vrijeme je devetnaesti studijski album hrvatskog sastava Parni valjak. Diskografska kuća Croatia Records objavila ga je 7. prosinca 2018. Album sadrži 13 pjesama, od kojih je čak njih osam objavljeno kao singl: “Samo ti (Norma Belle)” (2015.), “Prolazi sve, zar ne?” (2015.), “Za malo nježnosti” (2016.), “Opet se smijem” (2016.), “Ljubav” (2017.), “Vrijeme” (2017.), za koji je grupa 2018. godine osvojila nagradu Porin za najbolju izvedbu grupe s vokalom, “Kad nemaš kud” (2018.), nastao u suradnji s Tinom Kresnik i objavljen kao najavni singl uoči izlaska albuma te “Otkud ti pravo” (2018.). Ovo je posljednji album u kojem je pjevao Aki Rahimovski prije njegove smrti u siječnju 2022.

## Popis pjesama
1. Vrijeme (4:42)
2. Prolazi sve, zar ne? (3:11)
3. Samo ti (Norma Belle) (4:18)
4. Hotel Apatija (4:19)
5. Dosta mi je tog (3:23)
6. Tko to krade? (0:45)
7. Kad nemaš kud (3:14)
8. Opet se smijem (4:32)
9. Nema signala (3:34)
10. Otkud ti pravo (3:57)
11. Ljubav (3:19)
12. A ja neću (nikada) (3:27)
13. Za malo nježnosti (5:43)

## Impresum
- Vokal - Aki Rahimovski
- Gitara, vokal - Husein Hasanefendić Hus
- Gitara, vokal - Marijan Brkić Brk
- Klavijature, vokal - Berislav Blažević Bero
- Bas gitara, vokal - Zorislav Preksavec Preksi
- Bubnjevi, vokal - Dalibor Marinković Dado

Gosti:
- brass - Igor Geržina, Josip Grah
- klavir - Neven Frangeš
- vokal - Tina Kresnik
- prateći vokali - Tina Kresnik, Ana Kabalin
- aranžman za gudače - Ante Gelo
- Prateći vokal - Tina Kresnik

## Vanjske poveznice
- Vrijeme na službenoj stranici sastava
- Vrijeme na stranici Discogs.com